# La Mort de Procris
La Mort de Procris est un tableau peint par Piero di Cosimo en 1495 et conservé à la National Gallery à Londres (Royaume-Uni). 

## Historique
Avant d'être acheté par la National Gallery en 1862, ce tableau faisait partie de la collection privée de la famille Guicciardini de Florence.
Le tableau était sans doute destiné à décorer une maison privée, comme c'était la tradition dans les chambres à coucher des riches familles florentines. Le sujet, qui condamne l'adultère, semble approprié comme avertissement à un jeune couple qui vient tout juste de se marier, recevant le tableau de mariage ou, comme les dimensions le suggèrent, en panneau de cassone ou en tête de lit.
La peinture représente l'histoire de Céphale et Procris,  exposé en symétrie avec le Vénus et Mars de Sandro Botticelli.

## Iconographie
Au revers de la peinture, se trouve un dessin d'architecture, un pilier. On aperçoit en contre-jour, en particulier sur le corps de Procris, les traces d’un premier dessin. Dans le ciel, l'artiste a fondu les couleurs du bout des doigts, laissant de nombreuses empreintes digitales.
Dans le dépouillement des trois personnages, dont le chien, la mort étend son scandale et son calme sur une prairie luxuriante, tandis qu'à l'arrière-plan, la présence de la civilisation devient fantôme bleuté, rejeté dans le lointain par la lumière chaude d'une grève peuplée d'animaux. Sur les bordures, les plantes garnissent l'espace, mais leur profil botanique immobilise la nature dans l'instant où meurt la beauté.

## Analyse
L'équilibre coloré de l'ensemble, construit en trois bandes régulières superposées, fait surgir la couleur la plus chaude à l'endroit où la mort a frappé et, loin des hommes des cités, l'émotion naturelle rapproche l'animal, le satyre et la nymphe : autre interrogation sur les profondeurs et les origines de l'humanité, loin des valeurs de la cité. Piero di Cosimo fait émerger les déséquilibres latents du raffinement cultivé.

## Détails des images

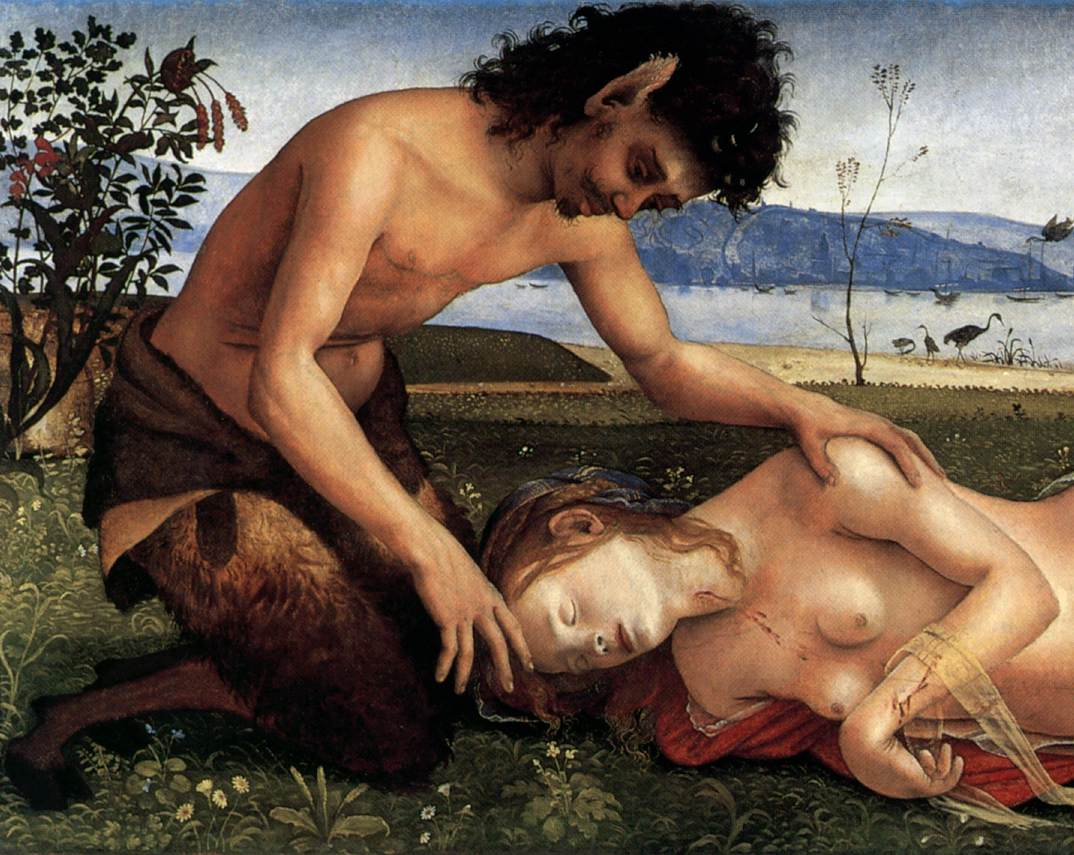
Détail du faune pleurant Procris
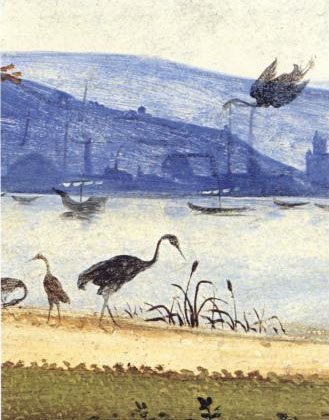
Détail du paysage fluvial à l'arrière-plan
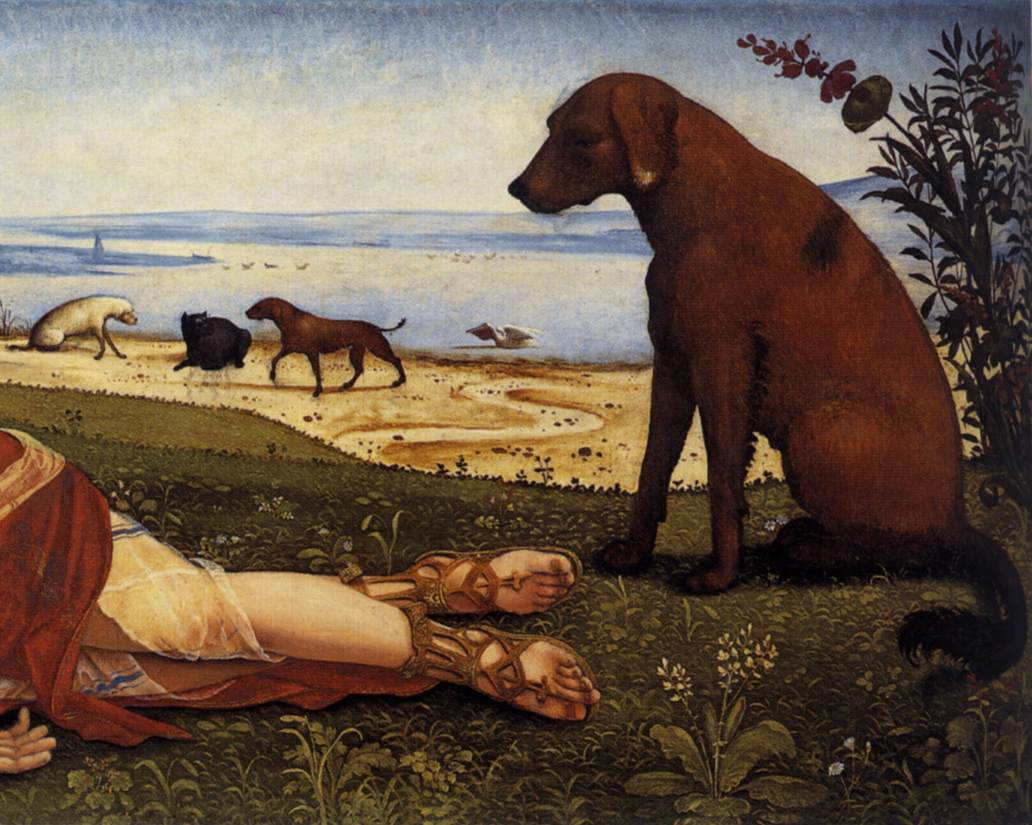
Détail du chien, peut-être Lélaps

## Postérité
Le tableau fait partie du musée imaginaire de l'historien français Paul Veyne, qui le décrit dans son ouvrage justement intitulé Mon musée imaginaire.